# Nati l'8 settembre

## VII secolo(1)
- 685 - Xuan Zong, imperatore cinese († 762)

## IX secolo(1)
- 801 - Oscar di Brema, vescovo, monaco cristiano e santo franco († 865)

## XII secolo(2)
- 1157 - Alexander Neckam, scienziato, letterato e abate inglese († 1217)
- 1157 - Riccardo I d'Inghilterra, re britannico († 1199)

## XIII secolo(2)
- 1207 - Sancho II del Portogallo, re portoghese († 1248)
- 1271 - Carlo Martello d'Angiò, sovrano († 1295)

## XIV secolo(1)
- 1380 - Bernardino da Siena, francescano, teologo e predicatore italiano († 1444)

## XV secolo(8)
- 1413 - Caterina da Bologna, religiosa italiana († 1463)
- 1442 - John de Vere, XIII conte di Oxford, nobile e militare britannico († 1513)
- 1456 - Bernardino López de Carvajal, cardinale spagnolo († 1523)
- 1462 - Konrad Adelmann von Adelmannsfelden, umanista tedesco († 1547)
- 1465 - Diogo Lopes de Sequeira, esploratore e ammiraglio portoghese († 1530)
- 1474 - Ludovico Ariosto, poeta, commediografo e funzionario italiano († 1533)
- 1480 - Sigismondo d'Este, nobile italiano († 1524)
- 1499 - Pietro Martire Vermigli, teologo italiano († 1562)

## XVI secolo(14)
- 1503 - Shimazu Katsuhisa, militare giapponese († 1573)
- 1515 - Alfonso Salmerón, gesuita spagnolo († 1585)
- 1536 - Pietro Bembo, vescovo cattolico italiano († 1589)
- 1541 - Luigi Groto, letterato e drammaturgo italiano († 1585)
- 1542 - Teodoro Balbi, politico e militare italiano († 1619)
- 1567 - Antonio da Pisticci, religioso italiano († 1642)
- 1572 - Pietro Casani, presbitero italiano († 1647)
- 1572 - Celso Tolomei, nobile italiano († 1634)
- 1575 - Kaspar Leuw, condottiero e politico svizzero († 1654)
- 1584 - Gregorio di San Vincenzo, gesuita e matematico fiammingo († 1667)
- 1588 - Marin Mersenne, teologo, filosofo e matematico francese († 1648)
- 1591 - Angélique Arnauld, religiosa francese († 1661)
- 1592 - Marcantonio Franciotti, cardinale e vescovo cattolico italiano († 1666)
- 1595 - Virgilio Malvezzi, scrittore, militare e politico italiano († 1654)

## XVII secolo(19)
- 1603 - Bernardina Floriani, monaca cristiana e badessa italiana († 1673)
- 1613 - Henri Albert de La Grange d'Arquien, cardinale francese († 1707)
- 1621 - Vespasiano Gonzaga, militare italiano († 1687)
- 1621 - Luigi II di Borbone-Condé, nobile e generale francese († 1686)
- 1632 - Lucrezia Barberini, nobildonna italiana († 1699)
- 1633 - Ferdinando IV d'Asburgo, re († 1654)
- 1635 - Paolo I Esterházy, nobile, militare e compositore ungherese († 1713)
- 1647 - John Sheffield, I duca di Buckingham e Normanby, nobile, politico e scrittore britannico († 1721)
- 1650 - Johann Friedrich Karcher, architetto tedesco († 1726)
- 1652 - Philip Michael Ellis, vescovo cattolico inglese († 1726)
- 1652 - Luisa Roldán, scultrice spagnola († 1706)
- 1661 - Mariangela Virgili, religiosa italiana († 1734)
- 1668 - Giorgio Baglivi, anatomista italiano († 1707)
- 1672 - Nicolas de Grigny, organista e compositore francese († 1703)
- 1672 - Aleksander Paweł Sapieha, nobile e ufficiale polacco († 1734)
- 1680 - Candido Vitali, pittore italiano († 1753)
- 1686 - Michael Lilienthal, bibliotecario e teologo tedesco († 1750)
- 1697 - Alexander Monro, medico britannico († 1767)
- 1698 - Federica Carlotta d'Assia-Darmstadt, principessa († 1777)

## XVIII secolo(54)
- 1706 - Antoine de Favray, pittore francese († 1798)
- 1711 - Flavio Chigi, cardinale italiano († 1771)
- 1712 - Giovanni Della Bona, medico italiano († 1786)
- 1717 - Vitaliano Donati, medico, archeologo e botanico italiano († 1762)
- 1718 - Joseph Coulon de Villiers, militare francese († 1754)
- 1731 - George Hobart, III conte di Buckinghamshire, politico inglese († 1804)
- 1736 - Bernardo Ottani, compositore italiano († 1827)
- 1737 - Manuel Rodríguez Aponte, gesuita, grecista e missionario spagnolo († 1815)
- 1737 - Samuel Wyatt, architetto e ingegnere britannico († 1807)
- 1739 - Giambattista Verci, scrittore e storico italiano († 1795)
- 1742 - Ozias Humphry, pittore e miniaturista britannico († 1810)
- 1745 - Wenzel Peter, pittore austriaco († 1829)
- 1749 - Mariano Álvarez de Castro, generale spagnolo († 1810)
- 1749 - Dominique-Joseph Garat, scrittore e politico francese († 1833)
- 1749 - Yolande de Polastron, duchessa de Polignac, nobildonna francese († 1793)
- 1749 - Maria Teresa Luisa di Savoia-Carignano, principessa († 1792)
- 1750 - Tanikaze Kajinosuke, lottatore di sumo giapponese († 1795)
- 1751 - Antonio Maria Frosini, cardinale italiano († 1834)
- 1752 - Anne-Louis-Henri de La Fare, cardinale e arcivescovo cattolico francese († 1829)
- 1755 - James Graham, III duca di Montrose, politico scozzese († 1836)
- 1755 - Petrus Johannes van Regemorter, pittore fiammingo († 1830)
- 1756 - Anton Teyber, organista e compositore austriaco († 1822)
- 1758 - Saverio della Gatta, pittore italiano
- 1758 - Federico Ferdinando Costantino di Sassonia-Weimar-Eisenach, nobile e militare tedesco († 1793)
- 1760 - Domenico Pino, generale italiano († 1826)
- 1760 - Antonio Maria Trigona, arcivescovo cattolico italiano († 1835)
- 1762 - Carlo Lauberg, politico, rivoluzionario e scienziato italiano († 1834)
- 1765 - François XIII de La Rochefoucauld, nobile, militare e politico francese († 1848)
- 1767 - Marie-Nicole Dumont, pittrice francese († 1846)
- 1767 - August Wilhelm von Schlegel, scrittore, traduttore e critico letterario tedesco († 1845)
- 1772 - Manuel Lisa, esploratore spagnolo († 1820)
- 1773 - Giuseppe Tambroni, archeologo, critico d'arte e diplomatico italiano († 1824)
- 1774 - Anna Katharina Emmerick, monaca cristiana, mistica e veggente tedesca († 1824)
- 1774 - Josefa Ortiz de Domínguez, rivoluzionaria messicana († 1829)
- 1775 - Vasilij Vasil'evič Orlov-Denisov, generale russo († 1843)
- 1777 - Giuseppe Ceva Grimaldi Pisanelli di Pietracatella, politico e scrittore italiano († 1862)
- 1779 - Mustafa IV, sultano ottomano († 1808)
- 1779 - Anna Maria Erdödy, nobildonna ungherese († 1837)
- 1780 - Jean-Marie de La Mennais, presbitero francese († 1860)
- 1780 - Charles Pasley, generale e ingegnere militare britannico († 1861)
- 1780 - George M. Troup, politico statunitense († 1856)
- 1781 - Ferdinand Maria von Chotek, arcivescovo cattolico austriaco († 1836)
- 1783 - Nicolai Frederik Severin Grundtvig, poeta, storico e pedagogo danese († 1872)
- 1783 - August Friedrich Schweigger, medico e naturalista tedesco († 1821)
- 1789 - Robert Raymond Reid, politico statunitense († 1841)
- 1790 - Edward Law, I conte di Ellenborough, politico britannico († 1871)
- 1791 - Elisha Harris, politico statunitense († 1861)
- 1793 - Rezin Bowie, imprenditore, inventore e mercenario statunitense († 1841)
- 1795 - Louis-Marie-Edmont Blanquart de Bailleul, arcivescovo cattolico francese († 1868)
- 1796 - Jean-Jacques Champin, litografo e illustratore francese († 1860)
- 1797 - Filippo Mordani, letterato e patriota italiano († 1886)
- 1798 - Antonio Minelli, tipografo e patriota italiano († 1883)
- 1799 - Carlo d'Arco, storico dell'arte, pittore e storico italiano († 1872)
- 1799 - José María Córdova, generale colombiano († 1829)

## XIX secolo(182)
- 1801 - Julien Philippe de Gaulle, storico francese († 1883)
- 1803 - Léon Faucher, politico francese († 1854)
- 1804 - Eduard Mörike, scrittore tedesco († 1875)
- 1805 - Alexis Canoz, missionario e vescovo cattolico francese († 1888)
- 1806 - Carl Boos, architetto tedesco († 1883)
- 1806 - Antonio Ranieri, patriota, scrittore e politico italiano († 1888)
- 1807 - Antonio Bicchierai, giurista, magistrato e funzionario italiano († 1873)
- 1809 - Giacomo Filippo Gentile, vescovo cattolico italiano († 1875)
- 1810 - Jean Folly, avvocato, giudice e politico svizzero († 1854)
- 1810 - Karl Nikolas Fraas, agronomo e botanico tedesco († 1875)
- 1812 - Natal'ja Nikolaevna Gončarova, russa († 1863)
- 1814 - Charles Étienne Brasseur de Bourbourg, archeologo belga († 1874)
- 1815 - Margherita Bays, beata svizzera († 1879)
- 1815 - Alexander Ramsey, politico statunitense († 1903)
- 1815 - Giuseppina Strepponi, soprano italiano († 1897)
- 1817 - Claude Lecomte, generale francese († 1871)
- 1818 - Karl Müllenhoff, filologo e archeologo tedesco († 1884)
- 1819 - Elling Carlsen, esploratore e navigatore norvegese († 1900)
- 1819 - Fontes Pereira de Melo, politico portoghese († 1887)
- 1820 - Michele Casaretto, armatore e politico italiano († 1901)
- 1822 - Francesco Glisenti, imprenditore, politico e patriota italiano († 1887)
- 1823 - Carlo Livi, fisiologo e psichiatra italiano († 1877)
- 1823 - Hippolyte Auguste Marinoni, ingegnere, editore e politico francese († 1904)
- 1825 - Mariano Acosta, politico argentino († 1893)
- 1825 - Louis Frédéric Schützenberger, pittore francese († 1903)
- 1826 - Demetrio Diamilla, numismatico, agente segreto e astronomo italiano († 1908)
- 1826 - Disma Fumagalli, compositore e musicista italiano († 1893)
- 1826 - Mario Tiberini, tenore italiano († 1880)
- 1827 - Antonio Bottinelli, scultore italiano († 1898)
- 1828 - Joshua Chamberlain, docente, politico e generale statunitense († 1914)
- 1828 - George Crook, generale statunitense († 1890)
- 1828 - Antonio Tonini, alpinista e geografo svizzero († 1860)
- 1828 - Costantino di Hohenlohe-Schillingsfürst, militare austriaco († 1896)
- 1830 - Frédéric Mistral, scrittore e poeta francese († 1914)
- 1831 - Wilhelm Raabe, scrittore tedesco († 1910)
- 1833 - Vincenzo Micheli, architetto italiano († 1905)
- 1833 - Giuseppe Antonio Ermenegildo Prisco, cardinale italiano († 1923)
- 1837 - Francesco Ardissone, botanico italiano († 1910)
- 1837 - Joaquin Miller, poeta, drammaturgo e giurista statunitense († 1913)
- 1838 - Carl Weyprecht, esploratore e scienziato austriaco († 1881)
- 1839 - John Aitken, geofisico scozzese († 1919)
- 1839 - Gregorio Luperón, politico dominicano († 1897)
- 1839 - Costantino Pittei, matematico e astronomo italiano († 1912)
- 1839 - Natalicio Talavera, giornalista e poeta paraguaiano († 1867)
- 1841 - Antonín Dvořák, compositore ceco († 1904)
- 1841 - Charles J. Guiteau, avvocato e criminale statunitense († 1882)
- 1841 - Augusto Murri, medico e politico italiano († 1932)
- 1841 - Carl Snoilsky, poeta svedese († 1903)
- 1842 - Juan José Carrillo, politico statunitense († 1916)
- 1842 - Eugenio Cecconi, pittore italiano († 1903)
- 1842 - Teignmouth Melvill, militare britannico († 1879)
- 1847 - Achille Giovanni Cagna, scrittore italiano († 1931)
- 1847 - Francesco Gnecchi, pittore e numismatico italiano († 1919)
- 1848 - Viktor Meyer, chimico tedesco († 1897)
- 1848 - Gustav Schreck, compositore e docente tedesco († 1918)
- 1848 - Edward Charles Stirling, antropologo britannico († 1919)
- 1849 - Carl Magnus von Hell, chimico tedesco († 1926)
- 1850 - Philipp Lotmar, giurista tedesco († 1922)
- 1850 - Paul Gerson Unna, dermatologo tedesco († 1929)
- 1851 - Maksim Maksimovič Kovalevskij, storico, sociologo e politico russo († 1916)
- 1852 - Domenico Mazzoni, pittore italiano († 1923)
- 1854 - Heinrich Kreutz, astronomo tedesco († 1907)
- 1855 - Augusto Gazelli di Rossana, politico italiano († 1937)
- 1855 - Từ Minh, imperatrice vietnamita († 1906)
- 1857 - Charles John Clerke, calciatore inglese († 1944)
- 1857 - Georg Michaelis, politico tedesco († 1936)
- 1857 - Albert von Berrer, generale tedesco († 1917)
- 1858 - Enrico Rossi, pittore italiano († 1916)
- 1860 - Adomas Jakštas, presbitero, poeta e filosofo lituano († 1938)
- 1860 - Albert von Le Coq, imprenditore e esploratore tedesco († 1930)
- 1861 - Giuseppe Airoldi, enigmista e giornalista italiano († 1913)
- 1861 - Percy Heawood, matematico britannico († 1955)
- 1861 - Pierre Moussette, velista francese († 1932)
- 1861 - Ernesto Vespignani, presbitero e architetto italiano († 1925)
- 1862 - Mariano Benlliure, scultore spagnolo († 1947)
- 1863 - Eusebi Arnau, scultore spagnolo († 1933)
- 1863 - Maria del Divin Cuore, religiosa tedesca († 1899)
- 1863 - W. W. Jacobs, scrittore inglese († 1943)
- 1864 - Leonard Trelawny Hobhouse, sociologo britannico († 1929)
- 1864 - Jakob Johann von Uexküll, biologo, zoologo e filosofo estone († 1944)
- 1865 - Adolfo Albertazzi, scrittore italiano († 1924)
- 1865 - Gioacchino Russo, ingegnere, militare e politico italiano († 1953)
- 1866 - Miguel Zamacoïs, scrittore, poeta e giornalista francese († 1955)
- 1867 - Alf Klingenberg, pianista e compositore norvegese († 1944)
- 1867 - Aleksandr L'vovič Parvus, rivoluzionario russo († 1924)
- 1868 - María Venegas de la Torre, religiosa messicana († 1959)
- 1869 - Gennaro Pasquariello, cantautore e attore teatrale italiano († 1958)
- 1869 - José María Pino Suárez, politico, poeta e giornalista messicano († 1913)
- 1870 - Maria di Romania, principessa rumena († 1874)
- 1871 - Alfredo Capece Minutolo di Bugnano, politico italiano († 1942)
- 1871 - Pasquale Vena, imprenditore italiano († 1937)
- 1872 - George Henry Dern, politico statunitense († 1936)
- 1872 - Harald Stormoen, attore e regista teatrale norvegese († 1937)
- 1873 - Sante Caserio, anarchico italiano († 1894)
- 1873 - Alfred Jarry, drammaturgo, scrittore e poeta francese († 1907)
- 1873 - Gaetano Salvemini, storico, politico e antifascista italiano († 1957)
- 1874 - Isidoro Capitanio, pianista e compositore italiano († 1944)
- 1874 - Aldo Castellani, medico e batteriologo italiano († 1971)
- 1874 - Tom Murray, attore statunitense († 1935)
- 1874 - Walter Edmond Clyde Todd, ornitologo statunitense († 1969)
- 1874 - Henri Verhavert, ginnasta belga († 1955)
- 1875 - Arnolfo Bacotich, storico e giornalista italiano († 1940)
- 1875 - Wolfgang Neff, regista e attore austriaco († 1939)
- 1877 - Ethel Jewett, attrice statunitense († 1944)
- 1878 - Gaetano Fuardo, ingegnere e inventore italiano († 1962)
- 1878 - Siegfried Hänicke, generale tedesco († 1946)
- 1878 - Ernesto Sabbatini, attore, regista teatrale e direttore artistico italiano († 1954)
- 1879 - Luigi Bompard, pittore e illustratore italiano († 1953)
- 1879 - Matteo Gay, politico italiano († 1948)
- 1879 - Edward Grigg, I barone Altrincham, politico e giornalista inglese († 1955)
- 1879 - Ennio Tardini, avvocato, politico e dirigente sportivo italiano († 1923)
- 1880 - Alceste Arcangeli, zoologo e biologo italiano († 1965)
- 1880 - Pierangelo Baratono, giornalista, scrittore e poeta italiano († 1927)
- 1880 - Guglielmo Carozzi, presbitero italiano († 1970)
- 1880 - William Ladd, medico statunitense († 1967)
- 1880 - Michele Levrino, operaio e antifascista italiano († 1944)
- 1880 - Augusto Ruspoli Ottoboni, VIII duca di Fiano, nobile italiano († 1912)
- 1881 - Harry Hillman, ostacolista e velocista statunitense († 1945)
- 1881 - Refik Saydam, politico turco († 1942)
- 1881 - Paul Zeiger, calciatore francese († 1959)
- 1882 - Sada Cowan, sceneggiatrice statunitense († 1943)
- 1883 - Nicola Basile, politico e scrittore italiano († 1979)
- 1883 - Théodore Pilette, pilota automobilistico belga († 1921)
- 1884 - Gustavo Bonaventura Castelbolognesi, rabbino italiano († 1947)
- 1884 - Dema Harshbarger, imprenditrice statunitense († 1964)
- 1884 - Guy Porter, maratoneta statunitense († 1951)
- 1884 - Franco Tufari, violinista italiano († 1960)
- 1884 - Aleksandr Konstantinovič Voronskij, critico letterario russo († 1937)
- 1886 - Augusto Galletti, allenatore di calcio, calciatore e arbitro di calcio italiano († 1945)
- 1886 - Siegfried Sassoon, poeta e militare inglese († 1967)
- 1886 - Ninon Vallin, soprano francese († 1961)
- 1887 - Jacob Devers, generale statunitense († 1979)
- 1887 - Shivananda, medico e filosofo indiano († 1963)
- 1887 - Nuccia Robella, attrice italiana († 1962)
- 1888 - Genevieve Hamper, attrice statunitense († 1971)
- 1888 - Louis Zimmer, astronomo e orologiaio belga († 1970)
- 1889 - Robert Taft, politico e avvocato statunitense († 1953)
- 1889 - Abd al-Rahman ibn Nasir al-Sa'di, religioso saudita († 1956)
- 1890 - Thomas Humphreys, mezzofondista britannico († 1967)
- 1890 - Angelo Motta, pasticciere e imprenditore italiano († 1957)
- 1890 - Procolo Pianetti, calciatore italiano († 1972)
- 1890 - Angelo Rossini, arcivescovo cattolico italiano († 1965)
- 1890 - Gaetano Tedeschi dell'Annunziata, politico e produttore cinematografico italiano († 1957)
- 1891 - Adamo Bozzani, ginnasta italiano († 1969)
- 1891 - Gösta Löfgren, calciatore finlandese († 1932)
- 1892 - Achille Brioschi, calciatore italiano
- 1892 - Gabriele Jannelli, politico italiano († 1956)
- 1892 - Martino Mario Moreno, diplomatico e orientalista italiano († 1964)
- 1892 - Huseyn Shaheed Suhrawardy, politico pakistano († 1963)
- 1893 - Nello Ciaccheri, ciclista su strada italiano († 1971)
- 1893 - Teresa Wilms Montt, scrittrice e poetessa cilena († 1921)
- 1893 - Gustaf Mattsson, mezzofondista e siepista svedese († 1977)
- 1894 - William Fawcett, attore statunitense († 1974)
- 1894 - Willem Pijper, compositore olandese († 1947)
- 1894 - Ragnvald Smedvik, arbitro di calcio e calciatore norvegese († 1975)
- 1895 - Sara García, attrice messicana († 1980)
- 1895 - Ivan Granec, calciatore croato († 1923)
- 1895 - Seth Hoffman, pittore, incisore e insegnante statunitense († 1948)
- 1895 - Gabriel Rosca, regista, attore e sceneggiatore francese († 1943)
- 1896 - Artur Virgílio Alves dos Reis, truffatore portoghese († 1955)
- 1896 - Egisto Perino, generale e aviatore italiano († 1942)
- 1896 - Elmer Schoebel, pianista, compositore e arrangiatore statunitense († 1970)
- 1897 - Wilfred Bion, psicoanalista britannico († 1979)
- 1897 - Juan Natalicio González Paredes, politico paraguaiano († 1966)
- 1897 - Jimmie Rodgers, cantante statunitense († 1933)
- 1898 - Cesare Cassanelli, allenatore di calcio e calciatore italiano († 1949)
- 1898 - Erich Franckenfeldt, calciatore svizzero († 1980)
- 1898 - Luis Hurtado, attore spagnolo († 1967)
- 1898 - Hans Ruch, calciatore tedesco († 1947)
- 1898 - Queenie Smith, attrice, cantante e ballerina statunitense († 1978)
- 1898 - Tony Vandervell, imprenditore, dirigente d'azienda e dirigente sportivo britannico († 1967)
- 1899 - Hans Bjerrum, hockeista su prato danese († 1979)
- 1899 - Jerzy Dąbrowski, ingegnere polacco († 1967)
- 1899 - May McAvoy, attrice statunitense († 1984)
- 1899 - Giuseppe Rubini, calciatore italiano
- 1899 - Johann Rüth, vescovo cattolico tedesco († 1978)
- 1899 - Akiko Seki, soprano giapponese († 1973)
- 1900 - Gialma Bevilacqua, arbitro di calcio italiano
- 1900 - Norman Bullock, calciatore e allenatore di calcio inglese († 1970)
- 1900 - Mario Ciceri, presbitero italiano († 1945)
- 1900 - Angelo Parodi, calciatore italiano († 1981)
- 1900 - Claude Pepper, politico statunitense († 1989)

## XX secolo(934)
- 1901 - Miloš Beleslin, calciatore jugoslavo († 1984)
- 1901 - Jerome M. Fernandez, vescovo cattolico indiano († 1992)
- 1901 - Corrado Mingo, arcivescovo cattolico italiano († 1980)
- 1901 - Jacques Perret, scrittore e sceneggiatore francese († 1992)
- 1901 - Hendrik Frensch Verwoerd, politico e psicologo sudafricano († 1966)
- 1902 - Ada Vera Bernstein Viterbo, stilista italiana († 1987)
- 1902 - Ruth Elder, aviatrice e attrice statunitense († 1977)
- 1902 - Edoardo Facduelle, militare e politico italiano († 1993)
- 1902 - Kiyoo Wadati, sismologo giapponese († 1995)
- 1903 - Mario Parodi, calciatore italiano († 1981)
- 1903 - Marthe Louise Vogt, neuroscienziata tedesca († 2003)
- 1904 - Renato Bracci, canottiere italiano († 1975)
- 1904 - Frank Cousins, sindacalista britannico († 1986)
- 1904 - Mario Einaudi, politologo e antifascista italiano († 1994)
- 1904 - Karl Hessenberg, matematico e ingegnere tedesco († 1959)
- 1904 - R.G. Springsteen, regista statunitense († 1989)
- 1904 - José Roberto Torrent Prats, pittore spagnolo († 1990)
- 1905 - John Emrys Lloyd, schermidore britannico († 1987)
- 1905 - Angelo Bertino Poli, scrittore italiano († 1980)
- 1905 - Henry Wilcoxon, attore dominicense († 1984)
- 1905 - Stefano Zaino, partigiano italiano († 1985)
- 1906 - Paul Debes, scrittore tedesco († 2004)
- 1906 - Andrej Pavlovič Kirilenko, politico sovietico († 1990)
- 1906 - Emília Rotter, pattinatrice artistica su ghiaccio ungherese († 2003)
- 1906 - Denis de Rougemont, scrittore, filosofo e saggista svizzero († 1985)
- 1906 - Fritz Schilgen, mezzofondista tedesco († 2005)
- 1906 - Antonio Tedde, vescovo cattolico italiano († 1982)
- 1907 - Jean Aerts, ciclista su strada e pistard belga († 1992)
- 1907 - Aldo Bizzarri, scrittore e sceneggiatore italiano († 1953)
- 1907 - Maria Bravin, velocista e nuotatrice italiana († 2004)
- 1907 - Philip Arthur Fisher, imprenditore e scrittore statunitense († 2004)
- 1907 - Jacques Flouret, cestista, lunghista e dirigente sportivo francese († 1973)
- 1907 - Teresa Gullace, italiana († 1944)
- 1907 - Buck Leonard, giocatore di baseball statunitense († 1997)
- 1908 - Eliezer Berkovits, rabbino, teologo e educatore rumeno († 1992)
- 1908 - Evelyn Dearman, tennista britannica († 1993)
- 1908 - Knut Fridell, lottatore svedese († 1992)
- 1908 - John Heaton, bobbista e skeletonista statunitense († 1976)
- 1909 - Max Blecher, scrittore e poeta rumeno († 1938)
- 1910 - Jean-Louis Barrault, attore, regista e mimo francese († 1994)
- 1910 - Sergej Belavenec, scacchista sovietico († 1942)
- 1910 - Lewis Clive, canottiere britannico († 1938)
- 1910 - Irmfried Eberl, medico e militare austriaco († 1948)
- 1910 - Traut Streiff Faggioni, danzatrice e coreografa italiana († 1994)
- 1910 - Jozef Horemans, ciclista su strada belga († 1977)
- 1910 - Raffaello Russo Spena, politico e avvocato italiano († 1971)
- 1910 - Achille Sdruscia, pittore e disegnatore italiano († 1993)
- 1910 - Roop Singh, hockeista su prato indiano († 1977)
- 1910 - Fred Worrall, calciatore inglese († 1979)
- 1911 - Mia Braia, cantante e compositrice rumena († 1999)
- 1911 - Fiorenzo Capriotti, militare italiano († 2009)
- 1911 - Byron Morrow, attore statunitense († 2006)
- 1912 - Bruno Fassina, politico italiano († 1982)
- 1912 - Angelo Galli, calciatore italiano († 2000)
- 1912 - Giulio Girola, attore italiano († 1973)
- 1912 - Alexander Mackendrick, sceneggiatore e regista statunitense († 1993)
- 1912 - Marie-Dominique Philippe, teologo e filosofo francese († 2006)
- 1912 - Scoop Putnam, cestista statunitense († 1996)
- 1913 - Mario Baldini, politico italiano († 2006)
- 1913 - Mary Carew, velocista statunitense († 2002)
- 1913 - Teresio Ferraroni, vescovo cattolico italiano († 2007)
- 1913 - Walter Generati, ciclista su strada italiano († 2001)
- 1913 - Antonino La Russa, politico e dirigente d'azienda italiano († 2004)
- 1914 - Hillary Brooke, attrice statunitense († 1999)
- 1914 - Demetrio di Costantinopoli, arcivescovo ortodosso greco († 1991)
- 1914 - Bishweshwar Prasad Koirala, politico e scrittore nepalese († 1982)
- 1914 - Denys Lasdun, architetto britannico († 2001)
- 1914 - Frances O'Connor, attrice statunitense († 1982)
- 1914 - Aristide Rossi, calciatore italiano († 1937)
- 1915 - Mario Bastia, partigiano italiano († 1944)
- 1915 - Frank Cady, attore statunitense († 2012)
- 1915 - Mario Cornali, pittore italiano († 2011)
- 1915 - Mario De Benedetti, ciclista su strada e imprenditore italiano († 1977)
- 1915 - Bryan Wynter, pittore britannico († 1975)
- 1916 - Émile François Fayolle, aviatore e militare francese († 1942)
- 1916 - Luigina Sinapi, mistica e veggente italiana († 1978)
- 1916 - René Touzet, compositore e pianista cubano († 2003)
- 1917 - Lana Marconi, attrice romena († 1990)
- 1917 - Jan Sedivka, violinista e insegnante australiano († 2009)
- 1917 - Giotto Tempestini, attore italiano († 2009)
- 1918 - Derek Harold Richard Barton, chimico britannico († 1998)
- 1918 - Bobby Langton, calciatore inglese († 1996)
- 1918 - Josef Scheungraber, militare tedesco († 2015)
- 1918 - Bjørn Spydevold, calciatore e allenatore di calcio norvegese († 2002)
- 1919 - Bill Bertani, calciatore statunitense († 1988)
- 1919 - Gianni Brera, giornalista e scrittore italiano († 1992)
- 1919 - Ljudmila Celikovskaja, attrice sovietica († 1992)
- 1919 - Günter Heine, pallanuotista tedesco
- 1919 - Maria Lassnig, pittrice austriaca († 2014)
- 1919 - Paolo Murialdi, giornalista, scrittore e partigiano italiano († 2006)
- 1920 - Michele Scianatico, politico e imprenditore italiano († 2004)
- 1920 - Mario Simonazzi, partigiano italiano († 1945)
- 1921 - José Luis Bilbao, calciatore spagnolo († 2014)
- 1921 - Victor Razafimahatratra, cardinale e arcivescovo cattolico malgascio († 1993)
- 1921 - Domenico Rea, scrittore e giornalista italiano († 1994)
- 1921 - Fosco Risorti, calciatore italiano († 1995)
- 1921 - Harry Secombe, attore e cantante britannico († 2001)
- 1921 - Dinko Šakić, militare e criminale croato († 2008)
- 1922 - Sid Caesar, comico, personaggio televisivo e sceneggiatore statunitense († 2014)
- 1922 - George Estman, pistard sudafricano († 2006)
- 1922 - Harry Harris, regista televisivo statunitense († 2009)
- 1922 - Peter Kerr, XII marchese di Lothian, politico scozzese († 2004)
- 1922 - Lyndon LaRouche, politico e attivista statunitense († 2019)
- 1922 - Natal'ja Fëdorovna Meklin, militare sovietica († 2005)
- 1922 - Antonella Newland, giornalista e filantropa scozzese († 2007)
- 1922 - Héctor Rossetto, scacchista argentino († 2009)
- 1923 - Enrico Airoldi, bobbista italiano († 1994)
- 1923 - Salvatore Bellafiore, politico italiano († 2009)
- 1923 - Leonardo Benvenuti, sceneggiatore italiano († 2000)
- 1923 - François Chaumette, attore francese († 1996)
- 1923 - Rasul Gamzatov, poeta e politico sovietico († 2003)
- 1923 - Almut Gitter Jones, botanica e micologa statunitense († 2013)
- 1923 - Gussie Moran, tennista statunitense († 2013)
- 1923 - András Nagy, calciatore e allenatore di calcio rumeno († 1997)
- 1923 - Masato Otaka, architetto giapponese († 2010)
- 1923 - Attilio Redolfi, ciclista su strada italiano († 1997)
- 1923 - Sirio Ungherelli, partigiano italiano († 1998)
- 1924 - Ctirad Benáček, cestista, allenatore di pallavolo e dirigente sportivo cecoslovacco († 1999)
- 1924 - Hazel Brooks, attrice e modella statunitense († 2002)
- 1924 - Denise Darcel, attrice e cantante francese († 2011)
- 1924 - Wendell Ford, politico statunitense († 2015)
- 1924 - Giulio Melecchi, dirigente sportivo e calciatore italiano († 1974)
- 1924 - Grace Metalious, scrittrice statunitense († 1964)
- 1924 - Franz Josef Müller, attivista tedesco († 2015)
- 1924 - Mimi Parent, pittrice canadese († 2005)
- 1924 - Adrian Petroșanu, cestista rumeno
- 1925 - Adriano Bassetto, calciatore e allenatore di calcio italiano († 1999)
- 1925 - Bat-Sheva Dagan, scrittrice e psicologa polacca († 2024)
- 1925 - Peter Sellers, attore, sceneggiatore e regista britannico († 1980)
- 1926 - Bhupen Hazarika, cantante, compositore e regista indiano († 2011)
- 1926 - Sergio Pininfarina, imprenditore, carrozziere e designer italiano († 2012)
- 1927 - Endelkachew Makonnen, politico etiope († 1974)
- 1927 - Bruno Orzan, calciatore italiano († 2008)
- 1927 - Giuseppe Rosati, latinista e filologo italiano († 2005)
- 1927 - Natal'ja Smirnickaja, giavellottista sovietica († 2004)
- 1927 - Mila Vannucci, attrice italiana († 2012)
- 1928 - Pietro Conti, politico italiano († 1988)
- 1928 - Besa Imami, attrice albanese († 2014)
- 1928 - Vito Sante Miolli, calciatore italiano († 2012)
- 1928 - Andrea von Ramm, mezzosoprano estone († 1999)
- 1928 - Jacques Saulnier, scenografo francese († 2014)
- 1928 - Herbert Schilder, odontoiatra statunitense († 2006)
- 1928 - Bob Wilson, calciatore inglese († 2006)
- 1929 - Roger Byrne, calciatore inglese († 1958)
- 1929 - Christoph von Dohnányi, direttore d'orchestra tedesco
- 1929 - German Lavrov, regista sovietico († 1995)
- 1930 - Mario Adorf, attore svizzero
- 1930 - Jeannette Altwegg, pattinatrice artistica su ghiaccio e tennista britannica († 2021)
- 1930 - Hugo Fernández, cestista cileno († 2024)
- 1930 - Nguyễn Cao Kỳ, generale e politico vietnamita († 2011)
- 1931 - Marion Brown, sassofonista statunitense († 2010)
- 1931 - Rica Pereno, cantante italiana († 2004)
- 1931 - Joseph Theuns, ciclista su strada belga († 1992)
- 1932 - Mario Ferruccio Belli, storico e giornalista italiano († 2024)
- 1932 - Patsy Cline, cantante e compositrice statunitense († 1963)
- 1932 - Mario Surbone, pittore italiano
- 1932 - Domenico Valori, politico italiano († 2006)
- 1933 - Asha Bhosle, cantante e attrice indiana
- 1933 - Zoltán Dudás, calciatore ungherese († 1989)
- 1933 - Michael Frayn, scrittore e drammaturgo britannico
- 1933 - Franco Masala, politico e manager italiano († 2006)
- 1933 - Nicola Pagliara, architetto italiano († 2017)
- 1933 - Marcel Vonlanden, ex calciatore svizzero
- 1934 - Peter Maxwell Davies, compositore britannico († 2016)
- 1934 - Jürgen Theuerkauff, schermidore tedesco († 2022)
- 1934 - Hans Weber, calciatore svizzero († 1965)
- 1935 - Massimo Baldelli, ceramista italiano († 2003)
- 1935 - Friedrich Baumbach, scacchista tedesco († 2025)
- 1935 - Jim Krebs, cestista statunitense († 1965)
- 1935 - Teddy Mayer, dirigente sportivo statunitense († 2009)
- 1935 - Alfredo Messina, politico italiano († 2025)
- 1935 - Helga Maria Novak, poetessa islandese († 2013)
- 1935 - Luigi Ulivelli, lunghista italiano († 2010)
- 1936 - Raffaele Costa, politico italiano
- 1936 - Lady of the Dunes, statunitense († 1974)
- 1936 - Marco Lusini, artista italiano († 1989)
- 1936 - Francisco Santamaría, ex calciatore spagnolo
- 1937 - Cüneyt Arkın, attore, regista e produttore cinematografico turco († 2022)
- 1937 - Edna Adan Ismail, attivista e politica somala
- 1937 - Archie Goodwin, fumettista, curatore editoriale e artista statunitense († 1998)
- 1937 - Božidar Matić, politico bosniaco († 2016)
- 1937 - Josef Panáček, tiratore a volo cecoslovacco († 2022)
- 1937 - Paolo Riani, architetto e urbanista italiano
- 1937 - Armando Riviera, politico italiano
- 1938 - Wibke Bruhns, giornalista e scrittrice tedesca († 2019)
- 1938 - Adrian Cronauer, avvocato, attivista e militare statunitense († 2018)
- 1938 - Antoine Groschulski, calciatore polacco († 2018)
- 1938 - Sam Nunn, politico e avvocato statunitense
- 1938 - Vittorio Orlandi, cavaliere italiano
- 1938 - Gianni Sassi, produttore discografico, imprenditore e fotografo italiano († 1993)
- 1938 - Lino Tardia, pittore italiano († 2021)
- 1938 - José Augusto Torres, calciatore e allenatore di calcio portoghese († 2010)
- 1939 - Javier Cáceres, ex calciatore peruviano
- 1939 - Louis Gardel, scrittore, sceneggiatore e editore francese
- 1939 - Paolo Marcarini, pianista e compositore italiano
- 1939 - Michel Roche, cavaliere francese († 2004)
- 1939 - Maria Toni, imprenditrice italiana († 2016)
- 1939 - José Murilo de Carvalho, storico e saggista brasiliano († 2023)
- 1940 - Elios Andreini, politico italiano († 2022)
- 1940 - Tommaso Avagliano, poeta, editore e scrittore italiano († 2021)
- 1940 - Daniel Constantin, funzionario francese
- 1940 - Peter Downsbrough, artista statunitense († 2024)
- 1940 - Altero Matteoli, politico italiano († 2017)
- 1940 - Sergio Vazzoler, politico italiano
- 1941 - Eulalio Ávila, ex cestista messicano
- 1941 - Antonio Cardillo, ex calciatore italiano
- 1941 - Dan Coe, calciatore rumeno († 1981)
- 1941 - Christopher Connelly, attore statunitense († 1988)
- 1941 - Ippolito Giani, velocista italiano († 2018)
- 1941 - Zdeněk Groessl, pallavolista e allenatore di pallavolo cecoslovacco († 2023)
- 1941 - Bernie Sanders, politico statunitense
- 1941 - Julius Schädler, slittinista liechtensteinese († 2001)
- 1941 - Pepi Wurmer, sciatore alpino tedesco
- 1942 - Gerd Backhaus, ex calciatore tedesco orientale
- 1942 - Giovanni Mastrangelo, politico, giornalista e scrittore italiano († 2004)
- 1942 - Chuck Plotkin, produttore discografico statunitense
- 1942 - Marcelo Sánchez Sorondo, vescovo cattolico, filosofo e teologo argentino
- 1942 - Želimir Žilnik, regista e sceneggiatore serbo
- 1943 - Alois Bierl, ex canottiere tedesco
- 1943 - Michael Joseph Bransfield, vescovo cattolico statunitense
- 1943 - Mario Di Toro, ciclista su strada e dirigente sportivo italiano († 2019)
- 1943 - Mária Frank, nuotatrice ungherese († 1992)
- 1943 - Negasso Gidada, politico etiope († 2019)
- 1943 - Horst Koschka, ex biatleta tedesco
- 1943 - Donatella Raffai, conduttrice televisiva e giornalista italiana († 2022)
- 1943 - Tony Scarf, attore e stuntman italiano
- 1943 - Alvy Ray Smith, ingegnere e informatico statunitense
- 1944 - Ali Benflis, politico algerino
- 1944 - Richard Jeffrey Danzig, avvocato statunitense
- 1944 - Franco Demenego, ex maratoneta e politico italiano
- 1944 - Angelica Ippolito, attrice italiana
- 1945 - Lem Barney, ex giocatore di football americano statunitense
- 1945 - Mauro Bertoli, chitarrista e cantante italiano
- 1945 - Alberto Della Torre, ex ciclista su strada e pistard italiano
- 1945 - Arturo Diaconale, giornalista, politico e dirigente sportivo italiano († 2020)
- 1945 - Vladimir Fokin, regista e attore sovietico
- 1945 - Walter Frisoni, ex calciatore italiano
- 1945 - Kelly Groucutt, bassista britannico († 2009)
- 1945 - María Eugenia Guzmán, tennista ecuadoriana († 1996)
- 1945 - Willard Huyck, sceneggiatore, regista e produttore cinematografico statunitense
- 1945 - Nadja Ivanova, ex schermitrice sovietica
- 1945 - Christiane Krüger, attrice tedesca
- 1945 - Pigpen McKernan, musicista statunitense († 1973)
- 1945 - Vinko Puljić, cardinale e arcivescovo cattolico bosniaco
- 1945 - Rogie Vachon, ex hockeista su ghiaccio canadese
- 1946 - Amedeo Amadeo, politico e medico italiano
- 1946 - Piero Badaloni, giornalista, scrittore e politico italiano
- 1946 - Alberto Boschi, ex arbitro di calcio italiano
- 1946 - Gustavo Chapela, ex schermidore messicano
- 1946 - L.C. Greenwood, giocatore di football americano statunitense († 2013)
- 1946 - Edward Hall, ex calciatore inglese
- 1946 - Patrick Hombergen, ex tennista belga
- 1946 - Marcello Mochi Onori, politico italiano († 2017)
- 1946 - Luciano Monticolo, ex calciatore italiano
- 1946 - Aziz Sancar, biochimico turco
- 1946 - Tiziano Stevan, calciatore italiano († 2021)
- 1946 - Maria Taddei, politica italiana
- 1946 - Eugene Trivizas, sociologo e scrittore greco
- 1947 - Valerij Pavlovič Afanas'ev, pianista russo
- 1947 - Ann Beattie, scrittrice statunitense
- 1947 - Amos Biwott, ex siepista keniota
- 1947 - Rémi Brague, docente e filosofo francese
- 1947 - Pasquale Cannatelli, manager e politico italiano
- 1947 - Christian, cantante italiano
- 1947 - Mario Di Martino, astronomo e divulgatore scientifico italiano
- 1947 - Frank Ganzera, allenatore di calcio e ex calciatore tedesco orientale
- 1947 - Halldór Ásgrímsson, politico islandese († 2015)
- 1947 - Jean-Michel Larqué, allenatore di calcio e ex calciatore francese
- 1947 - Steve Mike-Mayer, ex giocatore di football americano ungherese
- 1947 - Adam Niemiec, ex cestista polacco
- 1947 - Benjamin Orr, bassista e cantante statunitense († 2000)
- 1947 - Claudio Sala, allenatore di calcio e ex calciatore italiano
- 1947 - Giovanni Paolo Zedda, vescovo cattolico italiano
- 1948 - Lynn Abbey, scrittrice statunitense
- 1948 - The Great Kabuki, ex wrestler giapponese
- 1948 - Tibor Maracskó, ex pentatleta ungherese
- 1948 - Davide Mengacci, conduttore televisivo italiano
- 1948 - Jean-Pierre Monseré, ciclista su strada e pistard belga († 1971)
- 1948 - Philip Naameh, arcivescovo cattolico ghanese
- 1950 - Andrew James Henderson, botanico britannico
- 1950 - Rauf Inileev, allenatore di calcio e ex calciatore uzbeko
- 1950 - James Mattis, generale e politico statunitense
- 1950 - Léa Pool, regista, sceneggiatrice e produttrice cinematografica svizzera
- 1950 - Jerzy Radziwiłowicz, attore polacco
- 1950 - Zachary Richard, cantautore, chitarrista e fisarmonicista statunitense
- 1950 - Mike Simpson, politico statunitense
- 1950 - Naoki Tatsuta, doppiatore giapponese
- 1950 - Carlo Verzeletti, vescovo cattolico italiano
- 1950 - Antonio Vozzi, politico italiano
- 1950 - Heinz-Helmut Wehling, ex lottatore tedesco
- 1950 - Martyn Woodroffe, ex nuotatore britannico
- 1951 - Renzo Chiesa, fotografo italiano
- 1951 - Samuel Fraguito, ex calciatore portoghese
- 1951 - Tim Gullikson, tennista statunitense († 1996)
- 1951 - Tom Gullikson, ex tennista statunitense
- 1951 - Corry Konings, cantante olandese
- 1951 - Jeffrey Lurie, imprenditore e produttore cinematografico statunitense
- 1951 - Béla Markó, politico, scrittore e traduttore rumeno
- 1951 - Francesco Proietti Cosimi, politico italiano († 2021)
- 1951 - Dezső Ránki, pianista ungherese
- 1951 - Mario Vascellari, cestista italiano († 2021)
- 1951 - Øystein Wormdal, ex calciatore norvegese
- 1952 - David R. Ellis, regista, attore e stuntman statunitense († 2013)
- 1952 - Rod Frawley, ex tennista australiano
- 1952 - Joachim Knychała, serial killer polacco († 1985)
- 1952 - Will Lee, bassista statunitense
- 1952 - Tremper Longman, biblista e docente statunitense
- 1952 - Graham Mourie, ex rugbista a 15, allenatore di rugby a 15 e dirigente sportivo neozelandese
- 1952 - Mauro Polli, politico italiano
- 1952 - Udo Schnelle, biblista e teologo tedesco
- 1953 - Pascal Greggory, attore francese
- 1953 - Vjačeslav Kantor, imprenditore russo
- 1953 - Nikolaj Kolesnikov, ex velocista sovietico
- 1953 - Paweł Moczydłowski, criminologo polacco
- 1953 - Stu Ungar, giocatore di poker statunitense († 1998)
- 1954 - Mario Acquaviva, cantautore italiano
- 1954 - Ruby Bridges, attivista statunitense
- 1954 - Mark Lindsay Chapman, attore britannico
- 1954 - Scott Cranham, tuffatore canadese
- 1954 - Michele De Nadai, allenatore di calcio e ex calciatore italiano
- 1954 - Sjarhej Hajdukevič, politico bielorusso
- 1954 - Johan Harmenberg, ex schermidore svedese
- 1954 - Clayton Norcross, attore statunitense
- 1954 - Raymond Odierno, generale statunitense († 2021)
- 1954 - Michael Shermer, scrittore e storico della scienza statunitense
- 1954 - Geōrgios Toussas, politico greco
- 1954 - Dechen Wangmo Wangchuck, principessa bhutanese
- 1954 - Ivo Watts-Russell, produttore discografico e musicista britannico
- 1955 - David Carson, designer statunitense
- 1955 - Margherita Cassano, magistrata e giurista italiana
- 1955 - Karlheinz Geppert, archivista tedesco
- 1955 - Valerij Vasil'evič Gerasimov, generale russo
- 1955 - Ivan Metodiev, calciatore bulgaro († 2006)
- 1955 - Ole Riber Rasmussen, tiratore a volo danese († 2017)
- 1955 - Alfio Vitanza, batterista italiano
- 1956 - Ilie Balaci, allenatore di calcio e calciatore rumeno († 2018)
- 1956 - Mick Brown, batterista statunitense
- 1956 - Maurice Cheeks, ex cestista e allenatore di pallacanestro statunitense
- 1956 - Fad Gadget, musicista e cantante britannico († 2002)
- 1956 - Stefan Johansson, pilota automobilistico svedese
- 1956 - Jacky Munaron, allenatore di calcio e ex calciatore belga
- 1956 - Giovanni Panetta, politico italiano († 1999)
- 1956 - Gabrielle Scharnitzky, attrice tedesca
- 1956 - Arcangelo Sciannimanico, dirigente sportivo, allenatore di calcio e ex calciatore italiano
- 1957 - Pinhas Hozez, ex cestista israeliano
- 1957 - Kicki Ilander, costumista svedese
- 1957 - Ricardo Montaner, cantautore argentino
- 1957 - Pietro Motolese, atleta italiano
- 1957 - Heather Thomas, attrice statunitense
- 1958 - Sergio Balbinot, dirigente d'azienda italiano
- 1958 - Per-Anders Blomqvist, ex calciatore svedese
- 1958 - Dana Karl Glover, trombettista statunitense
- 1958 - Erik Griekspoor, ex cestista olandese
- 1958 - Steve Hoffman, ex giocatore di football americano e allenatore di football americano statunitense
- 1958 - Bernd Klotz, allenatore di calcio e ex calciatore tedesco
- 1958 - Michael Lardie, chitarrista, tastierista e produttore discografico statunitense
- 1958 - Mitsuru Miyamoto, attore e doppiatore giapponese
- 1958 - Massimo Nobili, politico italiano
- 1958 - Pasquale Scotti, mafioso italiano
- 1958 - Sergej Smagin, scacchista russo
- 1958 - Sonja Smits, attrice canadese
- 1958 - Song Xiaobo, ex cestista cinese
- 1958 - Philippe Vuillemin, fumettista e attore francese
- 1959 - Marco Bertolotto, politico italiano
- 1959 - Riccardo Budoni, ex calciatore, ex giocatore di calcio a 5 e allenatore di calcio a 5 italiano
- 1959 - Mark Heeley, ex calciatore inglese
- 1959 - Kerry Kennedy, scrittrice e attivista statunitense
- 1959 - Loni Klettl, ex sciatrice alpina canadese
- 1959 - Marco Mario Milanese, politico italiano
- 1959 - Marcello Mustè, storico della filosofia e filosofo italiano
- 1959 - Doug Scarratt, chitarrista britannico
- 1959 - Luigi Schiavone, chitarrista, compositore e arrangiatore italiano
- 1959 - Saeko Shimazu, attrice e doppiatrice giapponese
- 1959 - Larry Spriggs, ex cestista statunitense
- 1959 - Mauro Suttora, giornalista e saggista italiano
- 1959 - Willie Williams, designer britannico
- 1960 - Alfredo Accatino, scrittore, sceneggiatore e autore televisivo italiano
- 1960 - Chuck Bresnahan, allenatore di football americano statunitense
- 1960 - Stefano Casiraghi, imprenditore e pilota motonautico italiano († 1990)
- 1960 - Alexi Grewal, ex ciclista su strada statunitense
- 1960 - Aimee Mann, chitarrista, bassista e cantautrice statunitense
- 1960 - Antoine Richard, ex velocista francese
- 1960 - Claude Riley, ex cestista statunitense
- 1960 - Giuseppe Satriano, arcivescovo cattolico italiano
- 1960 - Aguri Suzuki, ex pilota automobilistico giapponese
- 1961 - Fernanda Abreu, cantante e compositrice brasiliana
- 1961 - Richard Berg, scenografo canadese
- 1961 - Compagno Artemio, terrorista peruviano
- 1961 - Ulf Hoffmann, ex ginnasta tedesco orientale
- 1961 - Danijel Jusup, allenatore di pallacanestro croato
- 1961 - Slavica Pečikoza, ex cestista jugoslava
- 1961 - Paul Zanetti, disegnatore australiano
- 1962 - Sergio Casal, allenatore di tennis e ex tennista spagnolo
- 1962 - Ewa Grabowska, ex sciatrice alpina polacca
- 1962 - Thomas Kretschmann, attore tedesco
- 1962 - Antonio Montinaro, poliziotto italiano († 1992)
- 1962 - Carlos Eduardo Muñoz, ex calciatore messicano
- 1962 - Muchady Sedaev, ex sollevatore sovietico
- 1962 - Glauco Venier, pianista e compositore italiano
- 1962 - Jay Ziskrout, batterista statunitense
- 1963 - Alexīs Alexiou, allenatore di calcio e ex calciatore greco
- 1963 - Corrado Maria Daclon, saggista, giornalista e ambientalista italiano
- 1963 - Susanne Gunnarsson, ex canoista svedese
- 1963 - Hitoshi Matsumoto, attore, comico e regista giapponese
- 1963 - Vadim Perelman, regista ucraino
- 1963 - Adriano Samaniego, ex calciatore paraguaiano
- 1963 - Brad Silberling, regista e produttore cinematografico statunitense
- 1963 - David Lee Smith, attore statunitense
- 1963 - Wolfgang Staudinger, ex slittinista tedesco occidentale
- 1963 - Herbert Waas, ex calciatore tedesco
- 1963 - Rob de Wit, ex calciatore olandese
- 1964 - Oladipo Ayinla, ex cestista nigeriano
- 1964 - Luca Bernabei, produttore televisivo e autore televisivo italiano
- 1964 - Andrea Carlo Cappi, scrittore, traduttore e sceneggiatore italiano
- 1964 - Peter Duncan, regista e sceneggiatore australiano
- 1964 - Dunja Mijatović, politica e attivista bosniaca
- 1964 - Joachim Nielsen, musicista e paroliere norvegese († 2000)
- 1964 - Gianni Nuti, musicologo, politico e pedagogista italiano
- 1964 - Raven, wrestler statunitense
- 1964 - Victor Ubogu, ex rugbista a 15 e imprenditore britannico
- 1964 - Mitchell Whitfield, attore statunitense
- 1964 - Chad William Zielinski, vescovo cattolico statunitense
- 1965 - Luigi Albore Mascia, politico italiano
- 1965 - Bang Hyo-mun, ex sollevatore sudcoreano
- 1965 - Francesco Ferrua, ex pallavolista italiano
- 1965 - Michelle Johnson, attrice e ex modella statunitense
- 1965 - Edoardo Rocchi, ex ciclista su strada italiano
- 1965 - Matt Ruff, scrittore statunitense
- 1965 - Marcia Gudereit, giocatrice di curling canadese
- 1965 - Michel Seitner, ex giocatore di calcio a 5 olandese
- 1966 - Raymond Atteveld, allenatore di calcio, dirigente sportivo e ex calciatore olandese
- 1966 - Paolo Botarelli, ex ciclista su strada italiano
- 1966 - Marco De Marchi, procuratore sportivo e ex calciatore italiano
- 1966 - Peter Furler, cantante australiano
- 1966 - Carola Häggkvist, cantante svedese
- 1966 - Michail Kolesnikov, ex calciatore sovietico
- 1966 - David Lim, ex nuotatore singaporiano
- 1966 - Jean-Marie Massaud, designer e architetto francese
- 1966 - John Mykkanen, ex nuotatore statunitense
- 1966 - Daniele Pontoni, ex ciclocrossista, mountain biker e ciclista su strada italiano
- 1966 - Rochelle Stevens, ex velocista statunitense
- 1966 - Jürg Studer, ex calciatore svizzero
- 1967 - Steffen Blochwitz, ex pistard tedesco
- 1967 - Paul De Mesmaeker, ex calciatore belga
- 1967 - Alberto Giorgetti, politico italiano
- 1967 - Rafael Gutiérrez, ex calciatore messicano
- 1967 - Lidija Kavina, musicista e insegnante russa
- 1967 - Aleksandr Ogorodnikov, pallanuotista russo
- 1967 - Kimberly Peirce, regista e sceneggiatrice statunitense
- 1967 - Brian Wellman, ex triplista bermudiano
- 1968 - Joan Carrillo, allenatore di calcio e ex calciatore spagnolo
- 1968 - Andrzej Cofalik, ex sollevatore polacco
- 1968 - Roberto Di Donna, tiratore a segno italiano
- 1968 - Paul Mazurkiewicz, batterista statunitense
- 1968 - Heike Roth, ex cestista tedesca
- 1968 - Marcus Siepen, chitarrista tedesco
- 1968 - Ray Wilson, cantante britannico
- 1969 - Eddy Berdusco, ex calciatore e ex giocatore di calcio a 5 canadese
- 1969 - Eusebio Di Francesco, allenatore di calcio e ex calciatore italiano
- 1969 - Petter Hegre, fotografo e regista norvegese
- 1969 - Rachel Hunter, supermodella neozelandese
- 1969 - Oswaldo Ibarra, ex calciatore ecuadoriano
- 1969 - Steve Livingstone, ex calciatore inglese
- 1969 - Tetsuo Nakanishi, ex calciatore giapponese
- 1969 - Mario Nocera, militare italiano
- 1969 - Chris Powell, allenatore di calcio e ex calciatore inglese
- 1969 - Gary Speed, calciatore e allenatore di calcio gallese († 2011)
- 1969 - Sonia Topazio, attrice, giornalista e scrittrice italiana
- 1970 - Roberto Arduini, giornalista, saggista e traduttore italiano
- 1970 - Dejan Bauman, ex calciatore sloveno
- 1970 - Serena Bortone, giornalista, conduttrice televisiva e autrice televisiva italiana
- 1970 - Roberto Carcelen, ex fondista peruviano
- 1970 - Neko Case, cantautrice e musicista statunitense
- 1970 - Quentin Harris, disc jockey statunitense
- 1970 - Patricia Hernández, ex cestista spagnola
- 1970 - Benny Ibarra, cantante, attore e musicista messicano
- 1970 - Dīmītrīs Itoudīs, allenatore di pallacanestro greco
- 1970 - Motoko Kumai, doppiatrice giapponese
- 1970 - Félicien Ntambue Kasembe, arcivescovo cattolico della Repubblica Democratica del Congo
- 1970 - Marcial Salazar, ex calciatore peruviano
- 1970 - Latrell Sprewell, ex cestista statunitense
- 1970 - Timur Tajmazov, ex sollevatore sovietico
- 1970 - Lars Vogt, pianista tedesco († 2022)
- 1970 - Andy Ward, ex rugbista a 15, allenatore di rugby a 15 e preparatore atletico neozelandese
- 1970 - Mark Watson, allenatore di calcio e ex calciatore canadese
- 1970 - Clarence Weatherspoon, ex cestista statunitense
- 1971 - Diego Aramburo, regista teatrale, drammaturga e attrice teatrale boliviana
- 1971 - David Arquette, attore e wrestler statunitense
- 1971 - Roko Belic, regista cinematografico, produttore cinematografico e attore statunitense
- 1971 - Gillian van den Berg, pallanuotista olandese
- 1971 - Brooke Burke, attrice e personaggio televisivo statunitense
- 1971 - Željko Cicović, ex calciatore serbo
- 1971 - Federica De Paolis, scrittrice e dialoghista italiana
- 1971 - Martin Freeman, attore britannico
- 1971 - Steve Hayward, ex calciatore inglese
- 1971 - Jay Mehler, chitarrista e bassista statunitense
- 1971 - Lachlan Murdoch, imprenditore britannico
- 1971 - Dustin O'Halloran, musicista e compositore statunitense
- 1971 - Daniel Petrov, ex pugile bulgaro
- 1971 - Simone Pontello, ex cestista brasiliana
- 1971 - Giovanni Sirovich, maestro di scherma e ex schermidore italiano
- 1971 - Vico C, rapper e cantante statunitense
- 1971 - Jocko Willink, scrittore e ex ufficiale statunitense
- 1972 - Vanesa Avaro, ex cestista argentina
- 1972 - Markus Babbel, allenatore di calcio e ex calciatore tedesco
- 1972 - Daniele Capezzone, giornalista, saggista e opinionista italiano
- 1972 - Peter Connelly, compositore britannico
- 1972 - Giovanni Frezza, attore italiano
- 1972 - Adrián Uribe, attore, conduttore televisivo e doppiatore messicano
- 1972 - Phil Laak, giocatore di poker statunitense
- 1972 - Anastasia Phillips, attrice e doppiatrice canadese
- 1972 - Ioamnet Quintero, ex altista cubana
- 1972 - Os du Randt, ex rugbista a 15 e allenatore di rugby a 15 sudafricano
- 1972 - Marcos Serrano, ex ciclista su strada spagnolo
- 1972 - Roots Manuva, rapper britannico
- 1972 - Paolo Tosato, politico italiano
- 1973 - Khamis Al-Owairan, calciatore saudita († 2020)
- 1973 - Annalisa Corrado, ambientalista e politica italiana
- 1973 - Lorraine Fenton, ex velocista giamaicana
- 1973 - Nicky Forster, allenatore di calcio e ex calciatore inglese
- 1973 - Petre Marin, ex calciatore rumeno
- 1973 - José Pereda, ex calciatore peruviano
- 1973 - Troy Sanders, cantante e bassista statunitense
- 1973 - Eloy Alberto Santiago Santiago, vescovo cattolico spagnolo
- 1973 - Matteo Strukul, romanziere e sceneggiatore italiano
- 1973 - Lars Vestrum Olsson, ex calciatore norvegese
- 1973 - María Eugenia Vidal, politica argentina
- 1973 - Shinzō Yamada, ex giocatore di football americano e allenatore di football americano giapponese
- 1974 - Marios Agathokleous, ex calciatore cipriota
- 1974 - Juan Manuel Azconzábal, allenatore di calcio, dirigente sportivo e ex calciatore argentino
- 1974 - Susanna Bonfiglio, ex cestista italiana
- 1974 - Mario De Meo, ex taekwondoka italiano
- 1974 - Jaroslav Hrabal, ex calciatore slovacco
- 1974 - Braulio Luna, allenatore di calcio e ex calciatore messicano
- 1974 - Paolo Noise, conduttore radiofonico, disc jockey e produttore discografico italiano
- 1974 - Aleksej Petrov, ex sollevatore russo
- 1974 - Yaw Preko, ex calciatore ghanese
- 1974 - Boris Ryžij, poeta e geologo russo († 2001)
- 1974 - Gérald Thomassin, attore francese
- 1974 - Tuca Vieira, fotografo brasiliano
- 1975 - Mario Bazina, ex calciatore croato
- 1975 - Liz May Brice, attrice britannica
- 1975 - Mike Brown, artista marziale misto statunitense
- 1975 - Kobi Farhi, cantante israeliano
- 1975 - Paolo Foglio, allenatore di calcio e ex calciatore italiano
- 1975 - Alberto Giuliani, fotografo e giornalista italiano
- 1975 - Richard Hughes, batterista britannico
- 1975 - Russ Kun, politico nauruano
- 1975 - Chris Latham, ex rugbista a 15 e allenatore di rugby a 15 australiano
- 1975 - Lee Eul-yong, allenatore di calcio e ex calciatore sudcoreano
- 1975 - Elena Lichovceva, ex tennista russa
- 1975 - Mikel Santiago, scrittore spagnolo
- 1975 - Larenz Tate, attore statunitense
- 1975 - John Thomas, ex cestista statunitense
- 1975 - Simone Verde, museologo italiano
- 1976 - Paolo Aldighieri, fumettista italiano
- 1976 - Renán Calle, ex calciatore ecuadoriano
- 1976 - Andrés Cunha, arbitro di calcio uruguaiano
- 1976 - Jervis Drummond, ex calciatore costaricano
- 1976 - Gerald Drummond, ex calciatore costaricano
- 1976 - Susy Laude, attrice e sceneggiatrice italiana
- 1976 - Federico Moroni, ex calciatore sammarinese
- 1976 - Roman Šaronov, ex calciatore e allenatore di calcio russo
- 1976 - Sjeng Schalken, ex tennista olandese
- 1976 - Marcela Topor, giornalista rumena
- 1976 - Ilan Volkov, direttore d'orchestra israeliano
- 1977 - José Aílton da Silva, ex calciatore brasiliano
- 1977 - Jonas Bendiksen, fotografo norvegese
- 1977 - Jason Collier, cestista statunitense († 2005)
- 1977 - Nate Corddry, attore statunitense
- 1977 - Marcello Cottafava, allenatore di calcio e ex calciatore italiano
- 1977 - Valur Gíslason, calciatore islandese
- 1977 - Jonas Gunnarsson, ex snowboarder svedese
- 1977 - Nate Johnson, ex cestista statunitense
- 1977 - Füzuli Məmmədov, ex calciatore azero
- 1977 - Asami Sanada, attrice e doppiatrice giapponese
- 1977 - Matt Santangelo, ex cestista statunitense
- 1977 - Sonja Wiedemann, ex slittinista tedesca
- 1978 - Lucilla Agosti, conduttrice televisiva, conduttrice radiofonica e attrice italiana
- 1978 - Rebel, wrestler statunitense
- 1978 - Emanuele Ferraro, allenatore di calcio e ex calciatore italiano
- 1978 - Isabella Insolvibile, storica italiana
- 1978 - Masahiro Koga, ex calciatore giapponese
- 1978 - Renata Capobianco Machado, calciatrice brasiliana
- 1978 - Alicia Rhodes, ex attrice pornografica britannica
- 1978 - Johnny Yan, attore, cantante e cestista taiwanese
- 1979 - Elisabetta Balia, attrice italiana
- 1979 - Afrim Bilali, ex cestista e allenatore di pallacanestro albanese
- 1979 - Daniele Daino, dirigente sportivo, allenatore di calcio e ex calciatore italiano
- 1979 - Simon Danielli, ex rugbista a 15 britannico
- 1979 - Alain Giroletti, ex calciatore venezuelano
- 1979 - Robert Hartmann, arbitro di calcio tedesco
- 1979 - Miles Jupp, attore e comico britannico
- 1979 - Péter Lékó, scacchista ungherese
- 1979 - Alessandro Maserati, ex ciclista su strada italiano
- 1979 - Luca Minopoli, calciatore italiano
- 1979 - Pink, cantautrice e attrice statunitense
- 1979 - Rodrigo Pedreira, attore argentino
- 1979 - Kirsten Price, musicista inglese
- 1979 - Susana Rivadeneira, modella ecuadoriana
- 1979 - Alessio Sarti, ex calciatore italiano
- 1979 - André Jardine, allenatore di calcio brasiliano
- 1979 - Gregory Vallenilla, cestista venezuelano († 2007)
- 1979 - Frederik Willems, dirigente sportivo e ex ciclista su strada belga
- 1979 - Lea Ypi, filosofa e scrittrice albanese
- 1980 - Justin Dawano, ex calciatore francese
- 1980 - Attila Hadnagy, ex calciatore rumeno
- 1980 - Eric Hutchinson, cantautore e chitarrista statunitense
- 1980 - Martin Kasálek, allenatore di calcio e ex calciatore ceco
- 1980 - Mbulaeni Mulaudzi, mezzofondista sudafricano († 2014)
- 1980 - Lungisani Ndlela, ex calciatore sudafricano
- 1980 - Luigi Pieroni, ex calciatore belga
- 1980 - Daniel Steiner, allenatore di hockey su ghiaccio e ex hockeista su ghiaccio svizzero
- 1980 - Slim Thug, rapper statunitense
- 1981 - Selim Ben Achour, ex calciatore e allenatore di calcio tunisino
- 1981 - Morten Gamst Pedersen, ex calciatore norvegese
- 1981 - Sara Harstick, ex nuotatrice tedesca
- 1981 - Māris Ļaksa, ex cestista lettone
- 1981 - Lanna Rodrigues, cantante, polistrumentista e compositrice brasiliana
- 1981 - Teruyuki Moniwa, ex calciatore giapponese
- 1981 - Darius Pakamanis, ex cestista lituano
- 1981 - Jérôme Schmitt, ex cestista francese
- 1981 - Kate Scott, giornalista e conduttrice televisiva britannica
- 1981 - Daiki Takamatsu, ex calciatore giapponese
- 1981 - Jonathan Taylor Thomas, attore statunitense
- 1981 - Ashwin Willemse, ex rugbista a 15 sudafricano
- 1982 - Paolo Barlera, cestista italiano († 2009)
- 1982 - Jennifer Bongardt, ex canoista tedesca
- 1982 - Sébastien Carole, ex calciatore francese
- 1982 - Golo Euler, attore tedesco
- 1982 - Hannes Grossmann, batterista tedesco
- 1982 - Koen de Kort, ex ciclista su strada olandese
- 1982 - Leandra Leal, attrice, regista e produttrice cinematografica brasiliana
- 1982 - Bhaudry Massouanga, ex calciatore congolese (Repubblica del Congo)
- 1982 - Mo Ke, ex cestista cinese
- 1982 - Diego Moretti, giocatore di calcio a 5 italiano
- 1982 - Ollie Phillips, rugbista a 15 britannico
- 1982 - David Quiroz, ex calciatore ecuadoriano
- 1982 - Rodrigo Heffner, ex calciatore brasiliano
- 1982 - Lucia Rossi, attrice italiana
- 1982 - Marko Šarlija, ex calciatore croato
- 1983 - Mashel Al Naimi, pilota motociclistico qatariota
- 1983 - Kate Beaton, fumettista canadese
- 1983 - Diego Benaglio, ex calciatore svizzero
- 1983 - Will Blalock, ex cestista statunitense
- 1983 - Johnnie Lee Higgins, giocatore di football americano statunitense
- 1983 - Peter Kauzer, canoista sloveno
- 1983 - Michel Platini Ferreira Mesquita, ex calciatore brasiliano
- 1983 - Oren O'Neal, giocatore di football americano statunitense
- 1983 - Elena Semikina, modella canadese
- 1984 - Mirco Antenucci, ex calciatore italiano
- 1984 - Ramez Dayoub, ex calciatore libanese
- 1984 - Johnny Dukes, ex cestista statunitense
- 1984 - Daniele Hypólito, ex ginnasta brasiliana
- 1984 - Miguel Ibarra Tixe, ex calciatore statunitense
- 1984 - Whitney Myers, ex nuotatrice statunitense
- 1984 - Bobby Parnell, giocatore di baseball statunitense
- 1984 - Vitalij Petrov, ex pilota automobilistico russo
- 1984 - Noriyuki Sakemoto, ex calciatore giapponese
- 1984 - Jürgen Säumel, allenatore di calcio e ex calciatore austriaco
- 1984 - Jordan Trovillion, attrice, cantante e modella statunitense
- 1984 - Peter Whittingham, calciatore inglese († 2020)
- 1985 - Justin Bradley, attore canadese
- 1985 - Philip Ettinger, attore statunitense
- 1985 - Lee Frecklington, ex calciatore irlandese
- 1985 - Tomasz Jodłowiec, calciatore polacco
- 1985 - Allegra Lapi, pallanuotista italiana
- 1985 - Alvise Maniero, politico italiano
- 1985 - Denny Morrison, pattinatore di velocità su ghiaccio canadese
- 1985 - Ljuben Nikolov, allenatore di calcio e ex calciatore bulgaro
- 1985 - Anar Nəzirov, calciatore azero
- 1985 - Shōhei Ogura, ex calciatore giapponese
- 1985 - Alessio Palumbo, pilota motociclistico italiano
- 1985 - Yendi Phillipps, modella giamaicana
- 1985 - Teddy Purcell, hockeista su ghiaccio canadese
- 1985 - Carlos Henrique Ribeiro, giocatore di calcio a 5 brasiliano
- 1985 - Marco Rossetti, attore italiano
- 1985 - Dzmitryj Turlin, allenatore di calcio e ex calciatore bielorusso
- 1985 - Ingolf Wunder, pianista austriaco
- 1986 - Anton Avdeev, schermidore russo
- 1986 - Carlos Bacca, calciatore colombiano
- 1986 - Eden Ben Basat, ex calciatore israeliano
- 1986 - Mihai Bobocica, tennistavolista rumeno
- 1986 - Johan Dahlin, calciatore svedese
- 1986 - Micah Downs, ex cestista statunitense
- 1986 - Julija Durėjka, cestista bielorussa
- 1986 - Ryōhei Hayashi, ex calciatore giapponese
- 1986 - Evgeniy Malinin, calciatore kirghiso
- 1986 - João Moutinho, calciatore portoghese
- 1986 - Kirill Nababkin, calciatore russo
- 1986 - Vitālijs Rečickis, ex calciatore lettone
- 1986 - Gary Russell, giocatore di football americano statunitense
- 1986 - Jake Sandvig, attore statunitense
- 1986 - Zurab Tsiskaridze, ex calciatore georgiano
- 1986 - Krystal Vaughn, cestista statunitense
- 1986 - Rosemarie Whyte, velocista giamaicana
- 1987 - Salah Ashour, calciatore egiziano
- 1987 - Alexandre Bilodeau, ex sciatore freestyle canadese
- 1987 - Derrick Brown, ex cestista statunitense
- 1987 - Onur Dogan, calciatore turco
- 1987 - Ray Fisher, attore statunitense
- 1987 - Danielle Frenkel, altista israeliana
- 1987 - Alice Gaggi, mezzofondista e fondista di corsa in montagna italiana
- 1987 - Corina Gredig, politica svizzera
- 1987 - Maurice Hurt, giocatore di football americano statunitense
- 1987 - Wiz Khalifa, rapper, cantautore e attore statunitense
- 1987 - Jordan LaSecla, giocatore di football americano statunitense
- 1987 - Brenda Martinez, mezzofondista statunitense
- 1987 - Illja Marčenko, tennista ucraino
- 1987 - Marcel Nguyen, ginnasta tedesco
- 1987 - Dominic Parsons, skeletonista britannico
- 1987 - Justin Peck, ballerino e coreografo statunitense
- 1987 - Marc-Antoine Pellin, cestista francese
- 1987 - Mahmoud Qassim, calciatore emiratino
- 1987 - Robert Brito Luciano, calciatore brasiliano
- 1987 - Romera, calciatore spagnolo
- 1987 - Víctor Sánchez Mata, ex calciatore spagnolo
- 1987 - Diamon Simpson, ex cestista e allenatore di pallacanestro statunitense
- 1987 - Ángel Trujillo, ex calciatore spagnolo
- 1987 - Nic Wise, ex cestista statunitense
- 1988 - Maxime Barthelmé, calciatore francese
- 1988 - Arrelious Benn, giocatore di football americano statunitense
- 1988 - Roy van den Berg, pistard e ciclista di BMX olandese
- 1988 - Adrián Bone, calciatore ecuadoriano
- 1988 - Renzo Bossi, ex politico italiano
- 1988 - Ihar Burko, calciatore bielorusso
- 1988 - Veronica Cantoro, calciatrice italiana
- 1988 - Francisco Córdoba, ex calciatore colombiano
- 1988 - Ismaël Béko Fofana, calciatore ivoriano
- 1988 - Ananias Gebhardt, calciatore namibiano
- 1988 - Lauren Gibbemeyer, pallavolista statunitense
- 1988 - Patrick Hager, hockeista su ghiaccio tedesco
- 1988 - Miloš Injac, giocatore di football americano e politico serbo
- 1988 - Chantal Jones, modella e attrice statunitense
- 1988 - Betina Jozami, ex tennista argentina
- 1988 - Rie Kanetō, ex nuotatrice giapponese
- 1988 - Licá, calciatore portoghese
- 1988 - Matthieu Lussiana, pilota motociclistico francese
- 1988 - Andrew McDonald, ex giocatore di football americano statunitense
- 1988 - Ben Payal, ex calciatore lussemburghese
- 1988 - Jimmy Roye, calciatore francese
- 1988 - Artëm Šeremet, giocatore di calcio a 5 russo
- 1988 - Mexer, calciatore mozambicano
- 1988 - Anton Tymofeev, nuotatore artistico ucraino
- 1989 - Elena Aržakova, mezzofondista russa
- 1989 - Avicii, produttore discografico, disc jockey e compositore svedese († 2018)
- 1989 - Jetse Bol, ex ciclista su strada olandese
- 1989 - Bernard Foley, rugbista a 15 australiano
- 1989 - Henik Luiz de Andrade, calciatore brasiliano
- 1989 - Josephine Henning, ex calciatrice tedesca
- 1989 - A.J. Jenkins, ex giocatore di football americano statunitense
- 1989 - Kevin García Martínez, calciatore spagnolo
- 1989 - Sibusiso Khumalo, ex calciatore sudafricano
- 1989 - Jade Laroche, ex attrice pornografica, showgirl e disc jockey francese
- 1989 - Sérgio Manoel Barbosa Santos, calciatore brasiliano († 2016)
- 1989 - Lazar Marjanović, ex calciatore serbo
- 1989 - Jessica McCormack, ex cestista neozelandese
- 1989 - Achille Mignolo, giocatore di biliardo italiano
- 1989 - Esmeralda Pimentel, attrice e modella messicana
- 1989 - Geōrgios Sarrīs, calciatore greco
- 1989 - Tomoki Satō, atleta paralimpico giapponese
- 1989 - Maksim Šerstjuk, pentatleta russo
- 1989 - Domee Shi, animatrice, regista e sceneggiatrice cinese
- 1989 - Naoto Tsuji, cestista giapponese
- 1989 - Tabaré Viudez, calciatore uruguaiano
- 1990 - Piero Baffi, ex ciclista su strada e pistard italiano
- 1990 - Matt Barkley, giocatore di football americano statunitense
- 1990 - Maks Bars'kych, cantante ucraino
- 1990 - Ivan Carmellino, pilota di rally italiano
- 1990 - Gerrit Cole, giocatore di baseball statunitense
- 1990 - Matthew Dellavedova, cestista australiano
- 1990 - Pierre Desir, giocatore di football americano haitiano
- 1990 - Néstor Duarte, calciatore peruviano
- 1990 - Tyler Eifert, giocatore di football americano statunitense
- 1990 - Ėmin Garibov, ex ginnasta russo
- 1990 - Sylvester Igboun, ex calciatore nigeriano
- 1990 - Michal Kempný, hockeista su ghiaccio ceco
- 1990 - Evgenija Lalenkova, pattinatrice di velocità su ghiaccio russa
- 1990 - Germán Lesman, calciatore argentino
- 1990 - Christian Samir Martínez, ex calciatore honduregno
- 1990 - Monica Moling, calciatrice italiana
- 1990 - Sergej Mudrov, altista russo
- 1990 - Victor Neves Rangel, calciatore brasiliano
- 1990 - Musa Nizam, ex calciatore turco
- 1990 - Ella Rae Peck, attrice statunitense
- 1990 - Ivica Radić, cestista croato
- 1990 - Tokelo Rantie, ex calciatore sudafricano
- 1990 - Mychal Rivera, ex giocatore di football americano statunitense
- 1990 - Jamal Seeto, calciatore papuano
- 1990 - Pål Erik Ulvestad, calciatore norvegese
- 1990 - José Manuel Velázquez, calciatore venezuelano
- 1990 - Jay Weinberg, batterista statunitense
- 1991 - Saad Abdul-Salaam, ex calciatore statunitense
- 1991 - George Francomb, calciatore inglese
- 1991 - Conor Henderson, ex calciatore irlandese
- 1991 - Omar Oraby, cestista egiziano
- 1991 - Park So-dam, attrice sudcoreana
- 1991 - Benedetta Scuderi, politica italiana
- 1991 - Tyler Stone, cestista statunitense
- 1991 - Joe Sugg, youtuber, blogger e autore televisivo britannico
- 1991 - Alessandra Tava, cestista italiana
- 1991 - Ganiyu Tijani, ex calciatore nigerino
- 1992 - Bernard Duarte, calciatore brasiliano
- 1992 - Temi Fagbenle, cestista statunitense
- 1992 - Paul Fentz, ex pattinatore artistico su ghiaccio tedesco
- 1992 - Leonard Floyd, giocatore di football americano statunitense
- 1992 - Sakiko Ikeda, calciatrice giapponese
- 1992 - Michał Jakóbowski, calciatore polacco
- 1992 - Fabio Kaufmann, calciatore tedesco
- 1992 - Jay McCarthy, ex ciclista su strada australiano
- 1992 - Nino Niederreiter, hockeista su ghiaccio svizzero
- 1992 - Alice Sinno, velista italiana
- 1992 - Za'Darius Smith, giocatore di football americano statunitense
- 1993 - Izzat Artykov, sollevatore kirghizo
- 1993 - Cendrine Browne, fondista canadese
- 1993 - Marco Castello, cantautore, polistrumentista e produttore discografico italiano
- 1993 - Gabriel Castellón, calciatore cileno
- 1993 - Dalbert, calciatore brasiliano
- 1993 - Elena Di Liddo, nuotatrice italiana
- 1993 - Ronald Elusma, calciatore haitiano
- 1993 - Magdalena Eriksson, calciatrice svedese
- 1993 - Alexander Hack, calciatore tedesco
- 1993 - Karl Joseph, giocatore di football americano statunitense
- 1993 - Camilo Melivilú, calciatore cileno
- 1993 - Piotr Parzyszek, calciatore polacco
- 1993 - Nicolás Sansotre, calciatore argentino
- 1993 - Chiara Scarabelli, pallavolista italiana
- 1993 - Pepi Sonuga, cantante, attrice e modella statunitense
- 1993 - Tamara de Sousa, multiplista brasiliana
- 1993 - Braian Toledo, giavellottista argentino († 2020)
- 1993 - Amanda Zahui, cestista svedese
- 1993 - Đỗ Hùng Dũng, calciatore vietnamita
- 1994 - Jillian Alleyne, cestista statunitense
- 1994 - Marco Benassi, ex calciatore italiano
- 1994 - Yassine Benzia, calciatore algerino
- 1994 - Baptiste Brochu, ex snowboarder canadese
- 1994 - Ryan Camenzuli, calciatore maltese
- 1994 - José Ricardo Cortés, calciatore colombiano
- 1994 - Cameron Dallas, attore, modello e cantante statunitense
- 1994 - Élie Dupuis, cantante, musicista e attore canadese
- 1994 - Jorge Eduardo, calciatore brasiliano
- 1994 - Brandon Facyson, giocatore di football americano statunitense
- 1994 - Bruno Fernandes, calciatore portoghese
- 1994 - George Honeyman, calciatore inglese
- 1994 - Daiya Maekawa, calciatore giapponese
- 1994 - Agus Medina, calciatore spagnolo
- 1994 - Ivan Ntege, calciatore ugandese
- 1994 - Gonzalo Piovi, calciatore argentino
- 1994 - Rigoberto Sanchez, giocatore di football americano statunitense
- 1994 - Boubacar Sidibé, cestista maliano
- 1994 - Sebastian Stasiak, pentatleta polacco
- 1994 - I Gede Siman Sudartawa, nuotatore indonesiano
- 1994 - Lily Sullivan, attrice australiana
- 1994 - Alan Techer, pilota motociclistico francese
- 1994 - Ghayas Zahid, calciatore norvegese
- 1995 - Alex Bars, giocatore di football americano statunitense
- 1995 - Elsabeth Black, ginnasta canadese
- 1995 - Martin Chrien, calciatore slovacco
- 1995 - Janner Corozo, calciatore ecuadoriano
- 1995 - Bernd Gschweidl, calciatore austriaco
- 1995 - Hayao Kawabe, calciatore giapponese
- 1995 - Kaio Pantaleão, calciatore brasiliano
- 1995 - Nikos Persidīs, cestista greco
- 1995 - Florian Pick, calciatore tedesco
- 1995 - Martin Ponsiluoma, biatleta svedese
- 1995 - Dontavius Russell, giocatore di football americano statunitense
- 1995 - Julian Weigl, calciatore tedesco
- 1995 - Kimberley Woods, canoista britannica
- 1996 - Jonas Aden, disc jockey e produttore discografico norvegese
- 1996 - Ronie Carrillo, calciatore ecuadoriano
- 1996 - Giuliano Fortini, giocatore di calcio a 5 italiano
- 1996 - Tim Gajser, pilota motociclistico sloveno
- 1996 - Patrick Greil, calciatore austriaco
- 1996 - Hayley Hodson, pallavolista statunitense
- 1996 - Etienne Kinsinger, lottatore tedesco
- 1996 - Gérard Mersch, calciatore camerunese
- 1996 - Karl Micallef, calciatore maltese
- 1996 - Samy Mmaee, calciatore marocchino
- 1996 - Qadree Ollison, giocatore di football americano statunitense
- 1996 - Legend Pareta, calciatore cookese
- 1996 - Sally Raguib, judoka gibutiana
- 1996 - Marcus Williams, giocatore di football americano statunitense
- 1996 - Joe Wollacott, calciatore ghanese
- 1997 - Elyas Bouzaiene, calciatore svedese
- 1997 - Ben Burr-Kirven, giocatore di football americano statunitense
- 1997 - Frank Darby, giocatore di football americano statunitense
- 1997 - Tessa, rapper danese
- 1997 - Hau-Li Fan, nuotatore canadese
- 1997 - Yacouba Hamani, calciatore nigerino
- 1997 - Nguyễn Thành Chung, calciatore vietnamita
- 1997 - Benjamin St-Juste, giocatore di football americano canadese
- 1997 - Federica Trovalusci, kickboxer italiana
- 1997 - Yasemin Yazıcı, attrice turca
- 1998 - Steven Alzate, calciatore colombiano
- 1998 - Alexander Bernhardsson, calciatore svedese
- 1998 - Fabrizio Ciocale, hockeista su pista argentino
- 1998 - Angus Glover, cestista australiano
- 1998 - Ronan Hale, calciatore nordirlandese
- 1998 - Virgo, rapper bulgaro
- 1998 - Nikos Kainourgios, calciatore greco
- 1998 - Mercedesz Kantor, pallavolista italiana
- 1998 - Emma Laird, modella e attrice inglese
- 1998 - Callum Lang, calciatore inglese
- 1998 - Isac Lidberg, calciatore svedese
- 1998 - Alessio Lorandi, ex pilota automobilistico italiano
- 1998 - Léna Mettraux, pistard, ciclista su strada e mountain biker svizzera
- 1998 - Marcello Mularoni, calciatore sammarinese
- 1998 - Daiki Sugioka, calciatore giapponese
- 1999 - Thomas Champion, ciclista su strada francese
- 1999 - Lorenzo Gabellini, pilota motociclistico italiano
- 1999 - Mario García, calciatore uruguaiano
- 1999 - Vivianne Härri, ex sciatrice alpina svizzera
- 1999 - Mamoudou Karamoko, calciatore francese
- 1999 - Ellie Kildunne, rugbista a 15
- 1999 - Andrej Lazarov, calciatore macedone († 2025)
- 1999 - Uzi, rapper francese
- 1999 - Chigoziem Okonkwo, giocatore di football americano statunitense
- 1999 - Hayen Palacios, calciatore colombiano
- 1999 - Andrés Reyes, calciatore colombiano
- 1999 - Kiko Vilas Boas, calciatore portoghese
- 1999 - Josh Whyle, giocatore di football americano statunitense
- 1999 - Zang Yize, pattinatrice di short track cinese
- 1999 - Patrick de Paula, calciatore brasiliano
- 2000 - Diogo Almeida, calciatore portoghese
- 2000 - Aloïs Charrin, ex ciclista su strada e ex ciclocrossista francese
- 2000 - Matheuzinho, calciatore brasiliano
- 2000 - Joaquín Indacoechea, calciatore argentino
- 2000 - Tia Jones, ostacolista statunitense
- 2000 - Panagiōtīs Louka, calciatore cipriota
- 2000 - Klara Lukan, mezzofondista slovena
- 2000 - Miles McBride, cestista statunitense
- 2000 - Stefan Radosavljević, calciatore faroese
- 2000 - Kevin Zannoni, pilota motociclistico italiano
- 2000 - Milan van Ewijk, calciatore olandese

## XXI secolo(18)
- 2001 - Antony Alves Santos, calciatore brasiliano
- 2001 - Tomáš Bobček, calciatore slovacco
- 2001 - Noah Diliberto, calciatore francese
- 2001 - Remo Forrer, cantante svizzero
- 2001 - Alysha Koloi, tuffatrice australiana
- 2001 - Lenni-Kim, cantante e attore canadese
- 2001 - Cameron Mitchell, giocatore di football americano statunitense
- 2001 - Nikola Štulić, calciatore serbo
- 2002 - Gaten Matarazzo, attore statunitense
- 2002 - Byron Murphy II, giocatore di football americano statunitense
- 2002 - Luka Sučić, calciatore croato
- 2003 - Arne Engels, calciatore belga
- 2003 - Lia Karatančeva, tennista bulgara
- 2003 - Raphael Lea'i, calciatore salomonese
- 2003 - Loum Tchaouna, calciatore ciadiano
- 2004 - Lewis Hall, calciatore inglese
- 2004 - Nicolás Paz, calciatore argentino
- 2005 - Wei Lun Zhao, cestista cinese